# 1926 en Norvège
Chronologie de la Norvège
- 1922
- 1923
- 1924
- 1925
- 1926
- 1927
- 1928
- 1929
- 1930

Cet article présente les faits marquants de l'année 1926 en Norvège ou relatifs à la Norvège.

## Gouvernance
- Haakon VII est roi de Norvège.
- Johan Ludwig Mowinckel dirige le gouvernement jusqu'au 5 mars, Ivar Lykke lui succède.

## Événements
- Le Prix Nobel de la paix est décerné à Aristide Briand et à Gustav Stresemann.
- 5 mars : 
  - fin du Gouvernement Mowinckel I mené par Johan Ludwig Mowinckel. Ce gouvernement est à la tête de la Norvège depuis le 25 juillet 1924.
  - mise en place du Gouvernement Lykke mené par Ivar Lykke. Ce gouvernement est à la tête de la Norvège jusqu'au 28 janvier 1928.
- 18 octobre : le référendum sur le maintien de la prohibition en Norvège voit le rejet de cette prohibition par la population.

## Culture
- Les Fiancés de Glomdal (titre original : Glomdalsbruden) est un film norvégien de Carl Theodor Dreyer sorti en 1926.

## Naissances
- Sverre Stenersen
- Christian Norberg-Schulz
- Arne Skarpsno
- Marie Takvam
- Reidar Sundby
- Ernst Larsen
- Odd Børretzen
- Hakon Barfod
- Kolbjørn Hauge
- Arne Bendiksen
- Ragnar Hvidsten
- Kari Skjønsberg
- Unn Søiland Dale

## Décès
- Hans Kinck
- Asbjørn Elgstøen